# Torsten Magnusson
Torsten Magnusson, född 24 december 1907 i Vreta klosters församling, Östergötlands län, död 24 november 1987, var en svensk fysiker och försvarsforskare. Magnusson var generaldirektör för Försvarets forskningsanstalt (FOA) 1968–1974 och en av det svenska kärnvapenprogrammets förgrundsfigurer.

## Biografi
År 1938 blev Magnusson filosofie doktor i fysik vid Uppsala universitet, på en avhandling inom röntgenspektroskopi vid nobelpristagaren Manne Siegbahns forskargrupp. Magnusson var assistent och laborator vid Kungliga Vetenskapsakademien 1937–1944.
1945 blev Magnusson avdelningschef för FOA 2, avdelningen för fysik vid det då nybildade FOA. Avdelningen utgjorde i praktiken en fortsättning på Militärfysiska institutet, och var skapad med en inriktning på forskning kring konventionella vapens fysik. I slutet av 1945, en kort tid efter bildandet, väcktes dock det svenska intresset för kärnvapen, och det var vid FOA 2 som huvuddelen av denna verksamhet bedrevs. 1958 omorganiserades FOA, och avdelningen delades då i två: FOA 2 och FOA 4, med inriktning på atomfysik och atomvapen. 
Magnusson medverkade tillsammans med Arne Hedgran som experter i utredningen om Beredskap mot atomenergiolyckor, som avgav sitt betänkande i november 1959. Utredningen kartlade risker från olyckor i såväl inhemska som utländska atomenergianläggningar, men också från transporter av atombränsle samt skadlig strålning i samband med kärnvapenprov, och föreslog lämpliga beredskapsåtgärder och lagstiftning. 
Magnusson var chef för den nya avdelningen FOA 4 1958–1968, och därefter generaldirektör för FOA från 1968 till sin pensionering 1974. 